# FC Raron
Der FC Raron ist ein Schweizer Fussballverein aus Raron im Kanton Wallis. Aktuell spielt er in der 2. Liga, der sechsthöchsten Klasse der Schweiz. Der Rarner Fussballclub war in den 1970er-Jahren während insgesamt vier Saisons Mitglied der Nationalliga B, der heutigen Challenge League. Zum bisher letzten Mal gehörte er ihr in der Saison 1979/80 an.

## Geschichte
Der Verein wurde im Frühjahr 1943 unter dem Namen FC St. German im Walliser Dorf Sankt German gegründet. Vor Beginn der Saison 1948/49 wurde der Club nach Raron verlegt und hiess fortan FC Rhone. Ab der Saison 1954/55 trat er unter dem heutigen Namen an.

## Spieler
- Erich Burgener (1967–1970)
- Georges Bregy (1975–1979)
- Winfried Berkemeier (1983–1984), Spielertrainer,
- Martin Schmidt (1998–2001)

## Trainer
- Winfried Berkemeier (1985)
- Martin Schmidt (2001–2003) Co-Trainer, (2003–2008) Trainer